# Pierre Clostermann
Pierre Henri Clostermann (Curitiba, 28 febbraio 1921 – Montesquieu-des-Albères, 22 marzo 2006) è stato un aviatore francese, asso dell'aviazione in forza alla RAF durante la seconda guerra mondiale.

## Biografia
Figlio di un diplomatico francese, frequentò le scuole secondarie a Parigi e successivamente studiò negli Stati Uniti, dove ottenne la laurea in ingegneria.
A soli diciassette anni ottenne il brevetto di volo.

### La seconda guerra mondiale
Nel 1942 rispose all'appello del generale Charles de Gaulle arruolandosi nelle Forces aériennes françaises libres, la componente aerea della Francia libera.
Raggiunta la Gran Bretagna, frequentò come allievo pilota il Royal Air Force College di Cranwell, dove completò il corso teorico-pratico di primo addestramento dei piloti della Royal Air Force. In seguito si trasferì presso la base di Rednal, Galles presso il 61° Operational Training Unit (Scuola caccia).
Nel gennaio del 1943, Clostermann, assieme a tutti i piloti francesi addestrati in quel periodo, venne assegnato al 341º Gruppo Caccia "Alsazia" presso l'aeroporto di Turnhouse e poi in zona operativa presso l'aeroporto di Biggin Hill, a sud di Londra. A partire da tale base ottenne le sue prime vittorie in combattimento.
Nel mese di settembre 1943 venne trasferito ad Ashford presso il 602º gruppo "City of Glasgow". Tale gruppo era formato da piloti di varie nazionalità e volava su caccia Supermarine Spitfire V/d, versione predisposta per missioni di scorta dei bombardieri alleati.
Nel gennaio 1944, Clostermann e Remlinger, pilota francese che lo aveva seguito nel trasferimento al 602º gruppo, vennero assegnati presso le isole Orcadi insieme all'intero gruppo, dove svolsero compiti di protezione della flotta britannica ormeggiata nella base di Scapa Flow.
Dopo aver partecipato a missioni di appoggio alle truppe alleate nei giorni successivi allo sbarco in Normandia, Clostermann venne assegnato a Longues presso una delle basi alleate in territorio francese.
Il 2 luglio 1944 una formazione ridotta di Spitfire intercettò e venne attaccata da quaranta Focke-Wulf Fw 190 tedeschi. In questa occasione Clostermann abbatté tre Fw-190 e ne danneggiò altri due. In seguito a queste vittorie venne decorato dal ministro dell'aria inglese con la Distinguished Flying Cross.
Allo stesso tempo, avendo effettuato il numero di missioni previste ed essendo sull'orlo del collasso psicofisico, gli venne imposto di ritirarsi immediatamente dalle operazioni di combattimento per prestare servizio presso lo Stato Maggiore.
Nel luglio del 1944 la RAF riunì tutti i piloti di un certo livello, appartenenti anche ad altre forze aeree alleate (tra i quali l'asso statunitense Richard I. Bong con 40 vittorie e quello canadese George Beurling con 32 vittorie), e li fece confluire presso il Royal Air Force College di Cranwell per studiare, perfezionare e mettere a punto nuove tecniche di combattimento aereo.
Alla fine del 1944 Clostermann chiese ed ottenne il permesso di ritornare in combattimento presso il 122º stormo, unità dotata dei nuovi caccia Hawker Tempest.
Questi velivoli erano poco maneggevoli e difficili da pilotare, ma avevano il pregio d'essere particolarmente veloci e bene armati, adatti quindi a tentare di competere con i nuovi Messerschmitt Me 262, i velocissimi caccia a reazione tedeschi.
Il 27 aprile 1945, Clostermann ottenne il comando del 122° Wing (Stormo caccia) del Fighters Command della RAF (nonostante fosse solamente un tenente dell'aeronautica francese: un Wing era di norma comandato da un Wing Commander equivalente ad un tenente colonnello dell'aeronautica italiana), presso la base di Volkel.
Al termine del conflitto, Clostermann era il pilota francese più decorato della seconda guerra mondiale ed aveva al suo attivo circa duemila ore di volo, circa seicento missioni di guerra e 33 vittorie (23 quelle riconosciute dalla R.A.F.).

### Dopo la guerra
Nel 1946 Clostermann entrò in politica e fu un convinto sostenitore dell'Unione europea.
Nel 1956-1957 prestò ancora servizio durante la guerra d'Algeria.
Scrisse anche diversi libri ispirati alla sua esperienza di pilota da caccia.
I più noti sono Le feux du ciel e Le grand cirque. Quest'ultimo ebbe un certo successo anche grazie alla buona capacità di narratore di Clostermann e dal fatto di essere stati tratti direttamente dai dettagliati diari che l'autore tenne durante il periodo bellico.
Pierre Clostermann è morto il 22 marzo 2006 a Montesquieu-des-Albères.